# La Dépêche tunisienne
La Dépêche tunisienne (arabe : لاديبيش تونيزيان) est un quotidien en langue française qui a paru en Tunisie sous le protectorat français.
Journal incontournable de la période coloniale, la grande majorité des Français de Tunisie lisent et achètent alors ce journal. Celui-ci a le quasi-monopole à l'époque sur la presse quotidienne en français de Tunisie, par son contrôle des imprimeries et de titres comme Le Petit Matin. Il est dirigé par Edmond Lecore-Carpentier jusqu'en 1932 puis par René Pelatan jusqu'à la cessation d'activité en 1961.
Orienté politiquement à droite, le journal est financé par de grands groupes de la métropole et par des entreprises locales.

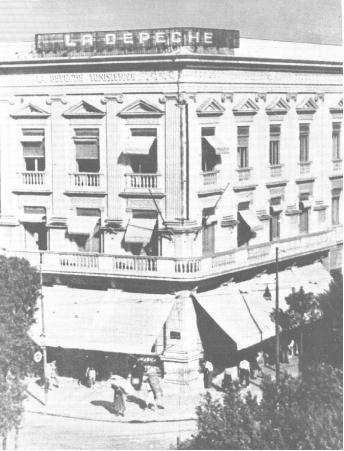
Siège de La Dépêche tunisienne.
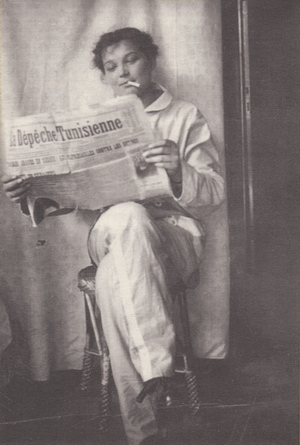
Jaroslava Vondráčková lisant La Dépêche tunisienne en 1915.